# Tvålpump

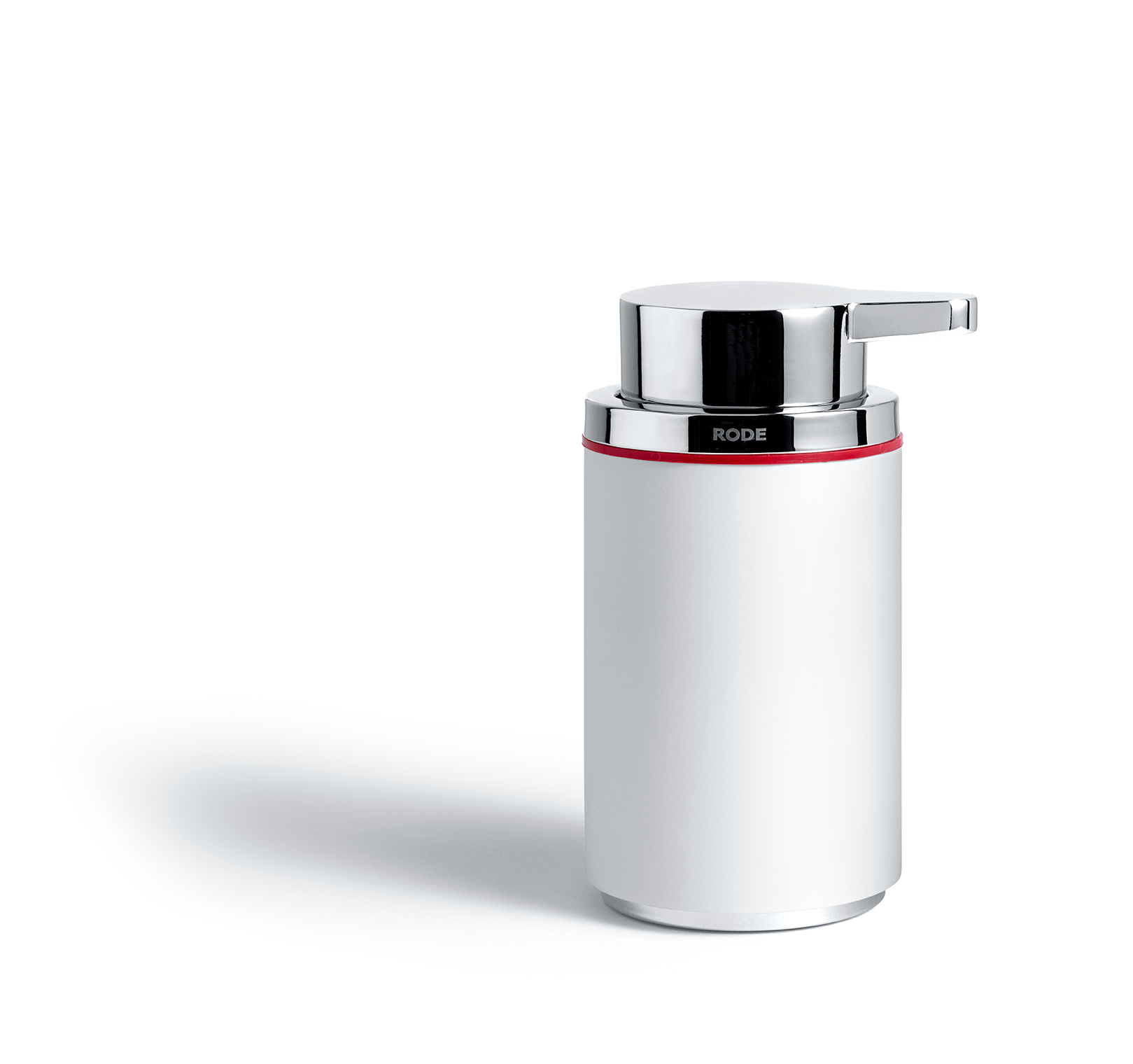
Tvålpump.

Tvålpump.

Tvålpump, även kallad tvåldispenser, är en anordning med uppgift att frigöra en liten mängd tvål, skum, kräm eller vätska, vilket sker med hjälp av en pumpmekanism. Den återfinns ofta i badrum och kök med ändamålet att underlätta rengöring av händer. 
Tvålpumpar finns i flera olika storlekar och modeller. Några vanliga material för tvålpumpar är porslin, mässing, glas eller robust plast. En vanlig modell är stående tvålpumpar som placeras på ytan, till exempel handfatet. Men det finns även tvålpumpar som är vägghängda; dessa finner man ofta på offentliga toaletter.
På offentliga toaletter kan det finnas automatiska tvålpumpar där en påse med flytande tvål används; de fungerar vanligen med hjälp av en sensor för att detektera händerna under dispensern. Automatiska tvålpumpar drivs vanligen med batterier. De disponerar en förprogrammerad mängd med tvål som pumpas ut i handen när man för den under sensorn.

## Funktionalitet

### Handdrivna tvålpumpar
Genom att ha ett backlås genererar pumpen vakuum. Det som gör att tvålen bara kan komma ut genom tvålens huvud är en liten behållare som finns efter backlåset. Behållaren är designad så att den ska vara i den storlek som doserar rätt mängd tvål.
När tvålens “huvud” trycks ned trycks luften som är i den lilla behållaren ut. En fjäder gör sedan att huvudet trycks tillbaka upp igen och då genereras det vakuum som drar upp tvål till behållaren där det inte kan ta sig tillbaka på grund av backlåset. När tvålpumpens huvud sedan trycks ner igen kommer tvålen ut innan tvålpumpens huvud slutligen åker tillbaka upp igen på grund av fjädern.

### Automatiska tvålpumpar
På en automatisk tvålpump startas en sensor som doserar ut en mängd tvål. Sensorn är i de flesta fall en infraröd sensor, som upptäcker rörelser.